# 1997 GL11
1997 GL11 är en asteroid i huvudbältet som upptäcktes den 3 april 1997 av LINEAR i Socorro County, New Mexico.